# Медный пень (игра)
Медный пень (баш. Бакыр букэн) — башкирская народная игра.

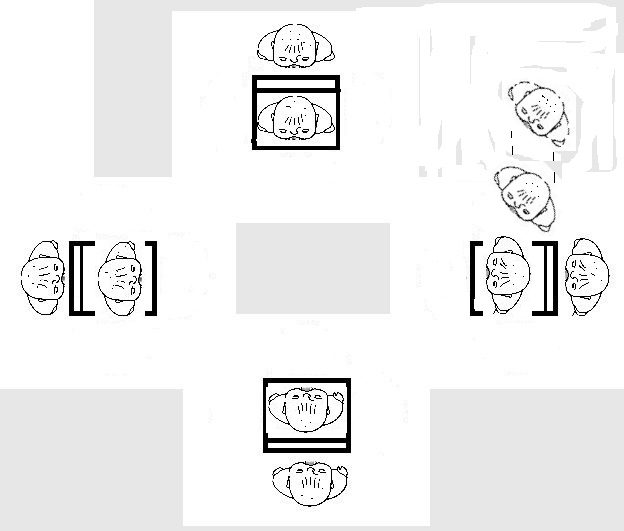
Дети на игре «Медный пень»

## Правила игры
Играющие дети по два человека располагаются по кругу. Дети, изображающие медные пни, сидят на своих стульях. Дети-хозяева становятся за ними. На произвольную башкирскую народную мелодию водящий-покупатель двигается шагом по кругу, смотрит на детей, сидящих на стульях, как бы выбирая себе "медный пень". С окончанием музыки останавливается около пары детей и спрашивает у "хозяина":

Я хочу у вас спросить, 

Можно ль мне ваш пень купить? 

Хозяин отвечает: 

Коль джигит ты удалой, 

Медный пень тот будет твой! 

После этих слов "хозяин" и "покупатель" выходят за круг, встают за выбранным пнём друг к другу спиной и на слова: «Раз, два, три — беги» — разбегаются в разные стороны. Добежавший первым встает за медным пнём.
Дети бегут только по сигналу, победитель становится хозяином "пня" и игра продолжается.